# Байкібашево
Байкіба́шево (рос. Байкибашево, башк. Байҡыбаш) — село у складі Караідельського району Башкортостану, Росія. Адміністративний центр Байкібашевської сільської ради.
Населення — 1133 особи (2010; 1297 у 2002).
Національний склад:
- татари — 60 %
- башкири — 34 %

## Видатні уродженці
- Корочкін Петро Георгійович — Герой Радянського Союзу.